# Риволи, Паулина
Паулина Риволи (пол. Paulina Rivoli; 1825—1881) — оперная певица (сопрано) и музыкальный педагог; примадонна Варшавской польской оперы.

## Биография
Паулина Риволи родилась, согласно «РБСП» в 1825 году в городе Варшаве; в ряде других источников, на которые ссылается Польская Википедия, датой рождения называются 1823, 1824 и 1817 годы, а местом рождения город Вильна Виленской губернии (ныне Вильнюс — столица Литвы). Принадлежала к польской шляхетской фамилии; её отец Вацлав Риволи (1783-1829) был певцом и актёром. 
В середине 1840-х годов Паулина Риволи с большим успехом дебютировала на оперной сцене. Приятное, обработанное сопрано, обворожительная улыбка, грациозная фигура — все это произвело самое благоприятное для артистки впечатление. Ей устраивали овации, подносили цветы, подарки. Положение ее на Варшавской оперной сцене было быстро упрочено и в течение почти 15 лет она считалась первой примадонной польской оперы, оставаясь постоянно любимицей публики. 
В 1860 году она заболела и потеряла голос, вследствие чего ей пришлось оставить сцену и в том же году выйти в отставку, с пенсией всего по 500 рублей в год (25% пенсионного пособия, т.к. имела малый срок службы в театре).
Живя в Варшаве и перебиваясь частными уроками музыки, она прожила, почти в нищете, ещё более двадцати лет. Когда у Риволи развилась чахотка, директор Музыкального Общества Новосильский устроил в ее пользу концерт, но вскоре, 30 сентября 1881 года, она скончалась и была погребена на одном из варшавских кладбищ.
Её тетя — Барбара и её сестры Юлия и Людвика также посвятили свою жизнь театру.